# Duje
A Duje (magyarul: Szeretni) Albina Kelmendi albán énekesnő és családjának a közös dala, mellyel Albániát képviselték a 2023-as Eurovíziós Dalfesztiválon Liverpoolban. A dal 2022. december 22-én, az albán nemzeti döntőben, a Festivali i Këngësben megszerzett győzelemmel érdemelte ki a dalversenyen való indulás jogát.

## Eurovíziós Dalfesztivál
2022. október 27-én vált hivatalossá, hogy az énekesnő és családja alábbi dala is bekerült a Festivali i Këngës elnevezésű nemzeti döntő mezőnyébe. December 22-én az énekesnő és családja alábbi dalát választották ki a nézők a 2022-es Festivali i Këngës döntőjében, amellyel képviselik hazájukat az elkövetkezendő Eurovíziós Dalfesztiválon.
A dalfesztivál előtt Tel-Avivban és Amszterdamban eurovíziós rendezvényeken népszerűsítették versenydalukat.
A dalt először a május 11-én rendezett második elődöntőben fellépési sorrendben tizennegyedikként adták elő az Ausztriát képviselő Teya & Salena Who the Hell Is Edgar? című dala után és az Litvániát képviselő Monika Linkytė Stay című dala előtt. Az elődöntőből kilencedik helyezettként sikeresen továbbjutottak a május 13-i döntőbe, ahol fellépési sorrendben tizedikként léptek fel, a Svédországot képviselő Loreen Tattoo című dala után és az Olaszországot képviselő Marco Mengoni Due vite című dala előtt. A zsűri szavazáson a huszonegyedik helyen végeztek 17 ponttal, míg a nézői szavazáson a tizedik helyen végeztek 59 ponttal (Svájctól maximális pontot kaptak), így összesítésben 76 ponttal a verseny huszonkettedik helyezettjei lettek.
A következő albán induló Besa Titan című dala volt a 2024-es Eurovíziós Dalfesztiválon.

### Kapott pontok
Második elődöntő
| Szavazat | Össz | Szavazó országok | Szavazó országok | Szavazó országok | Szavazó országok | Szavazó országok | Szavazó országok | Szavazó országok | Szavazó országok | Szavazó országok | Szavazó országok | Szavazó országok | Szavazó országok | Szavazó országok | Szavazó országok | Szavazó országok | Szavazó országok   | Szavazó országok | Szavazó országok | Szavazó országok    |
| Szavazat | Össz | Dánia            | Örményország     | Románia          | Észtország       | Belgium          | Ciprus           | Izland           | Görögország      | Lengyelország    | Szlovénia        | Grúzia           | San Marino       | Ausztria         | Litvánia         | Ausztrália       | Egyesült Királyság | Spanyolország    | Ukrajna          | A Világ többi része |
| -------- | ---- | ---------------- | ---------------- | ---------------- | ---------------- | ---------------- | ---------------- | ---------------- | ---------------- | ---------------- | ---------------- | ---------------- | ---------------- | ---------------- | ---------------- | ---------------- | ------------------ | ---------------- | ---------------- | ------------------- |
| Nézők    | 83   | 3                | 7                | 8                |                  | 8                | 1                | 2                | 10               | 4                | 12               |                  |                  | 6                |                  | 3                | 5                  | 2                |                  | 12                  |

Döntő
| Zsűri | 17 |  |   |  |  |   | 1 |  |  | 8 |   |  |  |   |   |  |   |  |  |  | 5 |  |  |  |  |    |  |  |  |  |  |  |  |   | 3 |  |  |   |
| Nézők | 59 |  | 7 |  |  | 3 |   |  |  |   | 3 |  |  | 3 | 8 |  | 6 |  |  |  |   |  |  |  |  | 12 |  |  |  |  |  |  |  | 7 | 4 |  |  | 6 |

## Galéria

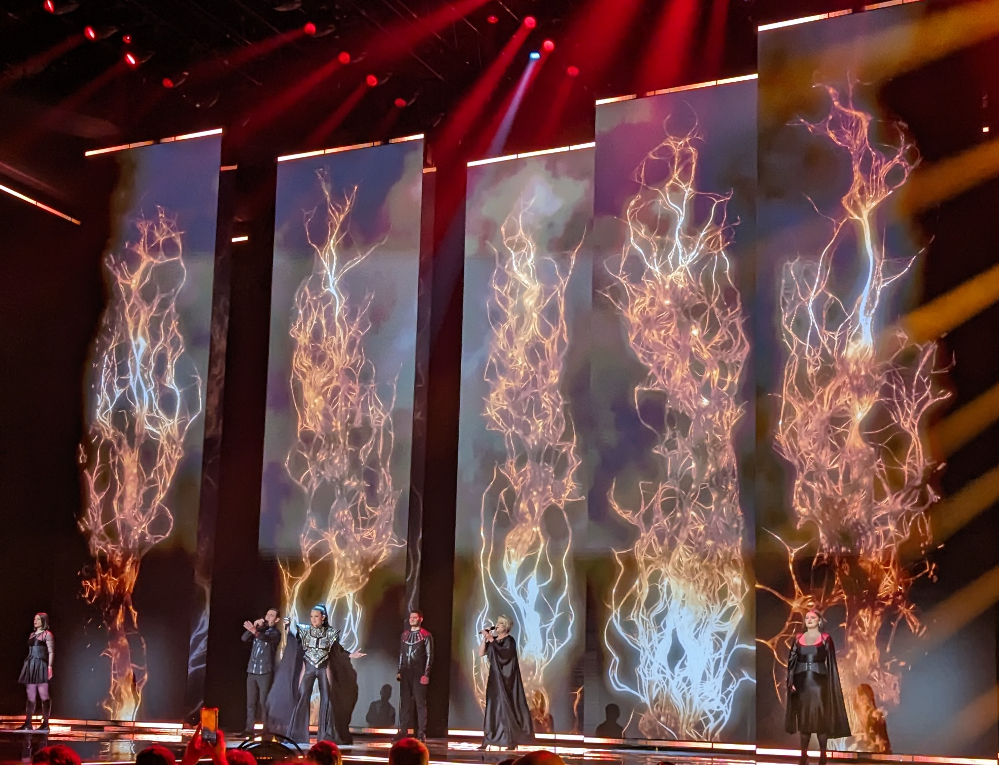
Az elődöntőben
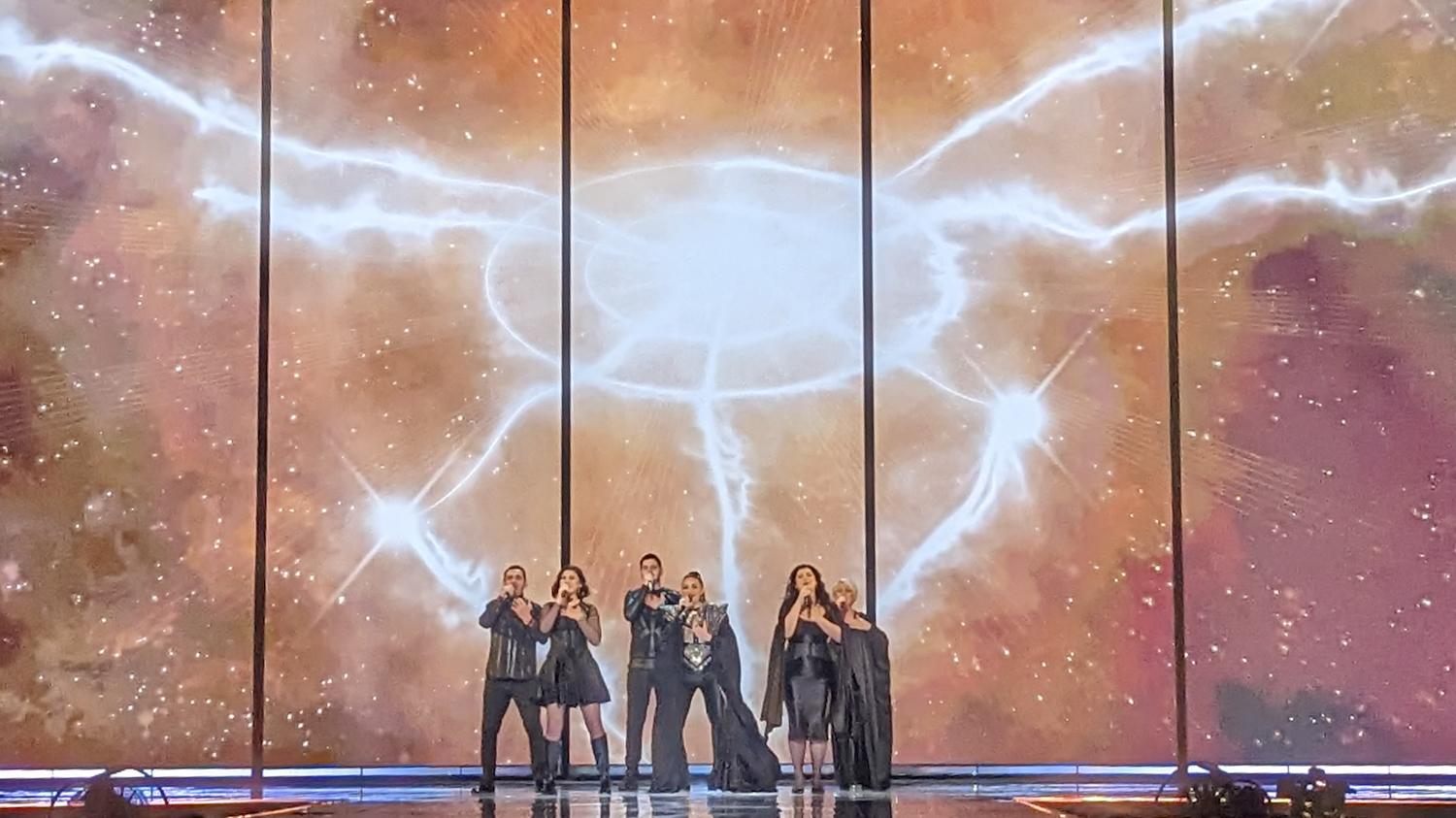
A döntőben